# روني بريان
روني بريان (30 يوليو 1898 في المملكة المتحدة - 27 يوليو 1970 في المملكة المتحدة)  (بالإنجليزية: Ronald Bryan)‏ هو لاعب كريكت بريطاني (وحمل سابقاً جنسية المملكة المتحدة لبريطانيا العظمى وأيرلندا). لعب مع Kent County Cricket Club ‏.

## وصلات خارجية
- روني بريان على موقع إي آس بي آن كريك إنفو (الإنجليزية)